# آناهاک (تگزاس)
آناهاک (به انگلیسی: Anahuac) شهری در شهرستان چمبرز ایالت تگزاس از ایالات جنوبی ایالات متحده آمریکا است. در سرشماری سال ۲۰۰۰، جمعیت این شهر ۲،۲۱۰ نفر اعلام شد.

## نگارخانه

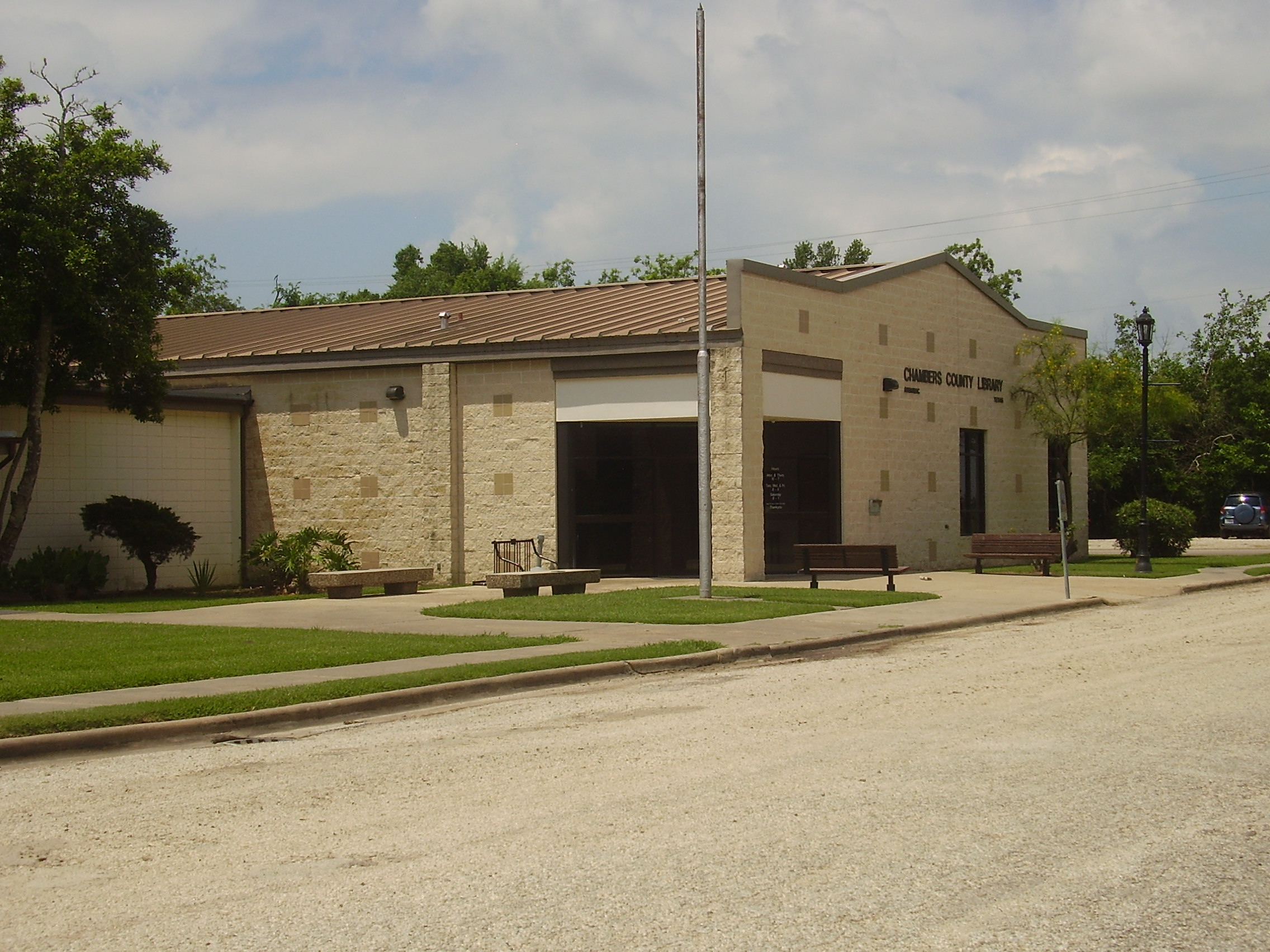